# Eva Simons
Pour les articles homonymes, voir Simons.
Eva Simons, de son nom complet Eva Maria Simons, née le 25 avril 1984 à Amsterdam, aux Pays-Bas, est une auteure-compositrice-interprète de musique pop néerlandaise.

## Biographie

### Carrière
En 2004, au sein du girl group Raffish (au côté de Sharon Doorson), elle est la grande gagnante de l'émission de  télé-crochet Popstars : Le Duel. Son premier single Silly Boy, sorti en 2009, est issu de son premier album Rockstar dont la sortie a été annulée. 
En 2005, conjointement avec DJ Dano, elle compose la bande-son du documentaire de Carin Goeijers God is my DJ, documentaire sur le parcours de Duncan Stutterheim, directeur et fondateur d'ID&T. 

### Vie privée
Elle s'est mariée avec le disc jockey Sidney Samson le 14 juillet 2014 et puis   divorce 2 ans plus tard, en 2016.

## Discographie

### Singles
| 2009                                                               | Silly Boy                                    | —  | 12 | 45 | 55 | 62 | 36 | 51 | 149 | — |
| 2012                                                               | I Don't Like You                             | —  | —  | —  | —  | —  | —  | —  | —   | 1 |
| 2012                                                               | Renegade                                     | —  | —  | —  | —  | —  | —  | —  | —   | — |
| 2013                                                               | Chemistry                                    | —  | 64 | —  | —  | —  | —  | —  | —   | — |
| 2014                                                               | Celebrate the Rain (featuring Sidney Samson) | —  | 23 | —  | —  | —  | —  | —  | —   | — |
| 2015                                                               | Policeman (featuring Konshens)               | 12 | 7  | —  | 60 | 5  | 49 | —  | —   | — |
| 2015                                                               | Bludfire (featuring Sidney Samson)           | 38 | 56 | —  | —  | 34 | —  | —  | —   | — |
| 2016                                                               | Escape from Love (featuring Sidney Samson)   | 69 | 60 | —  | —  | 97 | —  | —  | —   | — |
| 2016                                                               | Heartbeat (featuring Richard Orlinski)       | 1  | —  | —  | —  | —  | —  | —  | —   | — |
| 2017                                                               | Guaya                                        | —  | —  | —  | —  | —  | —  | —  | —   | — |
| "—" signifie que le single n'est pas classé ou sorti dans le pays. |                                              |    |    |    |    |    |    |    |     |   |

### Singles en tant qu'artiste invité
| 2010                                                               | Take Over Control (Afrojack featuring Eva Simons) | 12 | 17 | 46 | 57 | 39 | 78 | 47 | — | 24 | 41  | Non-album single |
| 2012                                                               | This Is Love (will.i.am featuring Eva Simons)     | 2  | 7  | 15 | 1  | 14 | 54 | 1  | 5 | 1  | 110 | #willpower       |
| 2012                                                               | Electric Bass (MaRina featuring Eva Simons)       | —  | —  | —  | —  | —  | —  | —  | — | —  | —   | Heartbeat        |
| "—" signifie que le single n'est pas sorti ou classé dans le pays. |                                                   |    |    |    |    |    |    |    |   |    |     |                  |

### Autres apparitions
| Titre                                | Année | Artiste(s)                              | Album                         |
| ------------------------------------ | ----- | --------------------------------------- | ----------------------------- |
| Pass Out                             | 2009  | Chris Brown                             | Graffiti                      |
| "Mr & Mrs Smith"                     | 2010  | M. Pokora                               | Mise à jour                   |
| What Do They Know                    | 2010  | Roll Deep                               | Winner Stays On               |
| Pressure In The Club                 | 2010  | DJ Snake                                |                               |
| Best Night                           | 2011  | LMFAO, will.i.am, GoonRock              | Sorry for Party Rocking       |
| I Need More                          | 2012  | Apster                                  |                               |
| I Don't Like You (Nick Thayer Remix) | 2012  | Eva Simons                              | Step Up Revolution OST        |
| Live my life                         | 2012  | LMFAO, Far East Movement, Justin Bieber | Dirty Bass                    |
| Bulletproof                          | 2012  | Doctor P                                | Animal Vegetable Mineral Pt.1 |

### Clips vidéos
- Silly Boy, sorti le 30 juillet 2009.
- Take Over Control sorti le 12 octobre 2010.
- Live my life sorti le 28 février 2012.
- I Don't Like You sorti le 27 avril 2012.
- This Is Love sorti le 25 mai 2012.
- Renegade sorti le 14 juin 2012.
- Policeman sorti le 12 mai 2015.
- Guaya sorti le 14 juillet 2017
- Avalon sorti le 27 octobre 2017